# 约翰·科穆宁 (禁军统帅)
约翰·科穆宁 (希臘語：Ἰωάννης Κομνηνός, Iōannēs Komnēnos; 约1015年 – 1067年) 是一名拜占庭帝国贵族以及将领。他是伊萨克一世皇帝之弟，在其短暂的统治（1057-1059）下担任“宫内军家内官”。伊萨克一世退位后，君士坦丁十世即位，约翰便退出了政坛。他于1067年去世。他的儿子阿莱克修斯一世于1081年成为拜占庭皇帝，这也使得约翰同时成为了1081年至1185年间统治拜占庭帝国以及1204年至1461年统治特拉布宗帝国的科穆宁王朝的先祖。

## 生平
约翰科穆宁约诞生于1015年，他是巴西尔二世皇帝统治后期拜占庭贵族曼努埃尔·厄洛提科斯·科穆宁之子。 约翰于1057年首见于史册。当年，他的兄长与一众军事将领发动了对米海尔六世的叛乱并迫使皇帝退位。起事期间，约翰的官位是将军，其兄长胜利后，他被任命为宫廷总管以及“西方宫内军家内官”。他在任时的情况历史并无记载，尽管如此，据其孙女婿，安娜·科穆宁娜的丈夫小尼基弗鲁斯·布吕埃尼奥斯称，他在巴尔干半岛留下了不朽的功绩。
伊萨克一世由于其实行的雷厉风行的经济政策而与君士坦丁堡普世牧首米海尔一世以及帝都贵族们反目，他被迫与1059年11月22日退位并于斯图狄奥斯修道院退隐。帝位随后由君士坦丁十世继承，尽管布吕埃尼奥斯称皇位先是被让给了约翰，但约翰不顾其妻子达拉瑟娜的反对仍是拒绝了。 史学家君士坦丁·瓦尔佐斯对此表示怀疑，因为这一说法可能是布吕埃尼奥斯在为约翰的儿子阿莱克修斯一世的夺权捏造合法性。